# Ambrus
Ambrus é uma comuna francesa na região administrativa da Nova Aquitânia, no departamento Lot-et-Garonne. Estende-se por uma área de 13 km². Em 2010 a comuna tinha 115 habitantes (densidade: 8,8 hab./km²).